# アリカ地震

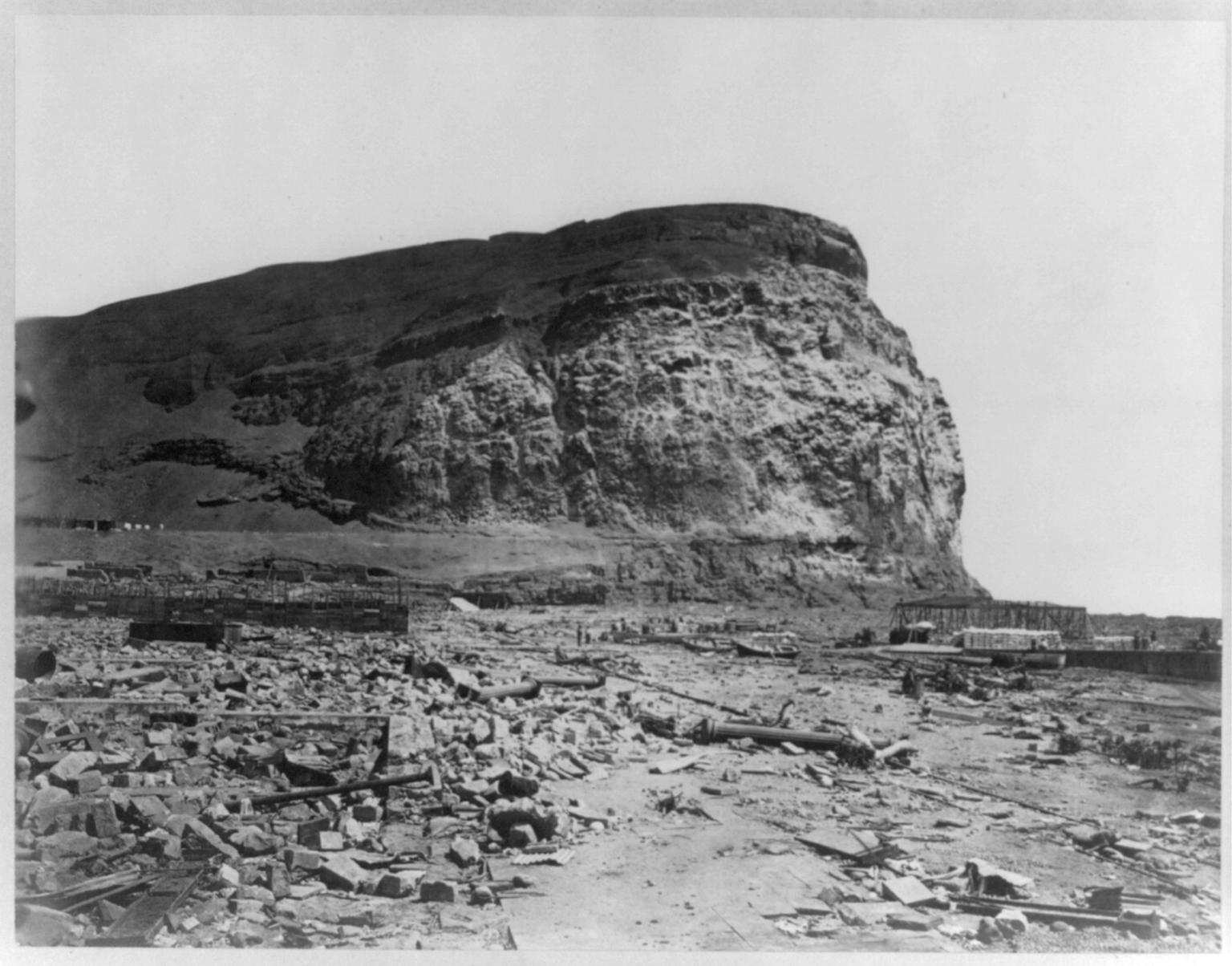
津波襲来後のアリカ海岸

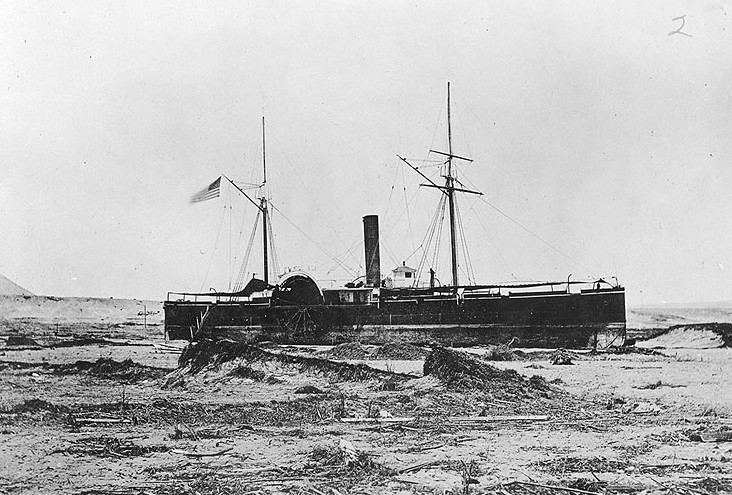
津波に遭遇し約400m内陸に打ち揚げられたUSS Wateree。

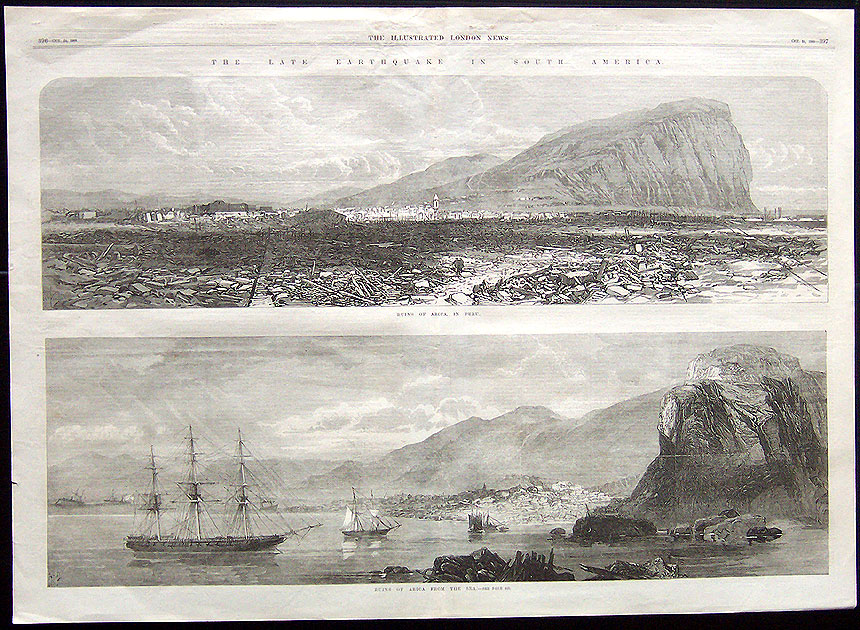
アリカ地震津波後の様子、イラストレイテド・ロンドン・ニュース

アリカ地震（アリカじしん）は、1868年にペルー南部からチリ北部、アリカ沖で発生した巨大地震である。津波などで25,000人以上が死亡し、ニュージーランドや日本など太平洋の広い範囲にも津波が襲った。
9年後にはこの地震の震源域に隣接した南部でイキケ地震が発生した。

## 概要
1868年8月13日16時45分（現地時間）、21時30分（UTC）（20時45分（UTC）とも）に、南緯18.6°、西経71.0°付近のペルー・チリ海溝沿いで巨大地震が発生した。震源付近のアリカは当時ペルー領であったが、現在はチリ領である。
この地震の有感範囲は広く及び、北西側1400km以上離れたペルーのSamanco、東側ではボリビアのコチャバンバまで及んだ。8月25日までに約400回の余震が記録されている。
この地震はナスカプレートと南アメリカプレートとの収束型境界の沈み込み帯で発生し、震源域では全長約600kmに亘って断層破壊が発生したと推定され、1604年の地震もほぼ同じ場所で発生しているが、1868年の地震の方がより広い範囲に断層破壊が及んだ。

## 津波
この地震によって発生した津波は52分後に第1波がアリカ沿岸に到達し12mの高さであり、最大波高16mは73分後であった。アリカ沿岸では死者25000人を出したとも推定され、その他の波高はイキケで12m、タルカウアーノで5mであった。北米、カリフォルニア州のサンディエゴで高さ0.3m、サンフランシスコでも0.2mであった。
さらに太平洋全体に波及、14日2時にハワイ王国ハワイ島のヒロに到達し1.5m海面が上昇、最大で4.6mに達し、マウイ島では14日夜明けから海面の上下が見られ1日中続き、オアフ島では13日21時頃、地元の漁師が潮位の異常に気付いた。
15時間後の15日1時（現地時間）にはニュージーランドのチャタム諸島に到達し家を破壊、人々は高台へ逃れた。
日本にも到達し、宮城県本吉郡と伊豆下田でも観測された。
蝦夷地(現北海道)の函館で2mに達した。
琉球の那覇港では16-17回の津波が4時間続いたという。
マグニチュードはM 8.5 - 9.0と推定されるが観測網が未整備の時代の歴史地震であり、また地震モーメントは 7 - 10 ×1022 N・m（Mw 9.2 - 9.3）、あるいはMw 9.1と見積もられている。津波マグニチュードはMt 9.0と推定されている。